# Obwód Włodawa Armii Krajowej
Obwód Włodawa – jednostka terytorialna Związku Walki Zbrojnej, a następnie Armii Krajowej.
Komendantem obwodu był kpt. Józef Milert ps. „Sęp”, „Kowalski”, zaś jego adiutantem – ppor. rez. Józef Majewski ps. „Jotem”.
Obaj zostali zastrzeleni 23 lutego 1944 we wsi Załucze Stare (w gminie Wola Wereszczyńska). Do zabójstwa przyznała się później pośrednio Armia Ludowa, choć bezpośrednimi wykonawcami byli partyzanci sowieccy: „Wołodia” (Władimir Mojsenko) i jego ludzie z oddziału podległego Iwanowi Banowi ps. Czornyj.